# Rhamphomyia porteri
Rhamphomyia porteri är en tvåvingeart som beskrevs av Brethes 1924. Rhamphomyia porteri ingår i släktet Rhamphomyia och familjen dansflugor. Inga underarter finns listade i Catalogue of Life.